# 福克斯剧院 (圣路易斯)
福克斯剧院（Fox Theatre）是美国密苏里州圣路易斯的一个表演艺术中心，位于中城的Grand Boulevard527号，圣路易斯大学以北。

## 历史
福克斯剧院于1929年1月31日揭幕，当时是美国第二大剧院，有5060个座位，为福克斯电影公司的五座福克斯剧院之一（分别位于布鲁克林、亚特兰大、底特律、旧金山和圣路易斯）。在1960年代以前，一直是圣路易斯最好的电影院。1982年翻修。